# Bimota BB1 Supermono
La BB1 est un modèle de motocyclette du constructeur italien Bimota.
La BB1 Supermono est dévoilée lors du salon de la moto de Cologne 1994.
Le moteur est un monocylindre quatre temps de 650 cm3 du constructeur autrichien Rotax. Ce moteur équipe notamment la gamme des BMW F650, d'où le nom du modèle : BMW Bimota n°1.
Il délivre ici 48 chevaux à  6 500 tr/min pour un couple de 5,9 mkg à 6 000 tr/min, couplé à une boîte à cinq rapports. Il est alimenté par deux carburateurs Mikuni de 33 mm de diamètre. Pour parfaire la combustion, la culasse abrite deux bougies.
Le cadre est un treillis tubulaire en aluminium. Le bras oscillant est également en tube d'aluminium.
La fourche télescopique de 43 mm de diamètre et le monoamortisseur sont issus du catalogue Païoli. Ce dernier est ajustable en précharge et détente.
Le freinage est confié à Brembo, avec un disque flottant de 320 mm à l'avant et un disque fixe de 230 mm à l'arrière, pincés respectivement par des étriers quatre et deux pistons. Un deuxième disque de frein avant était disponible en option.
Les jantes à trois branches sont de marque Antera et sont en aluminium. Les silencieux d'échappement sont totalement inclus dans la coque de selle.
Les garde-boue et l'habillage de la console d'instruments sont en fibre de carbone.
Le réservoir d'essence n'est pas placé classiquement au-dessus du moteur, mais en dessous, dans le sabot moteur. Cette disposition permet d'abaisser le centre de gravité de la machine.
Si le premier prototype présenté utilisait un phare rectangulaire, ce sont deux optiques ronds qui sont finalement choisis pour la machine en production.
La marque proposait également un ensemble de pièces permettant, pour 10 000 € de plus, de préparer sa moto pour l'engager en compétition. Ce kit comprenait un habillage complet, des jantes en magnésium, un système d'alimentation par injection électronique et de nouvelles suspensions.
La BB1 a été engagée dans le championnat monocylindre italien en 1994. La cylindrée était augmentée à 725 cm3, avec une puissance de 75 ch à 10 000 tr/min.

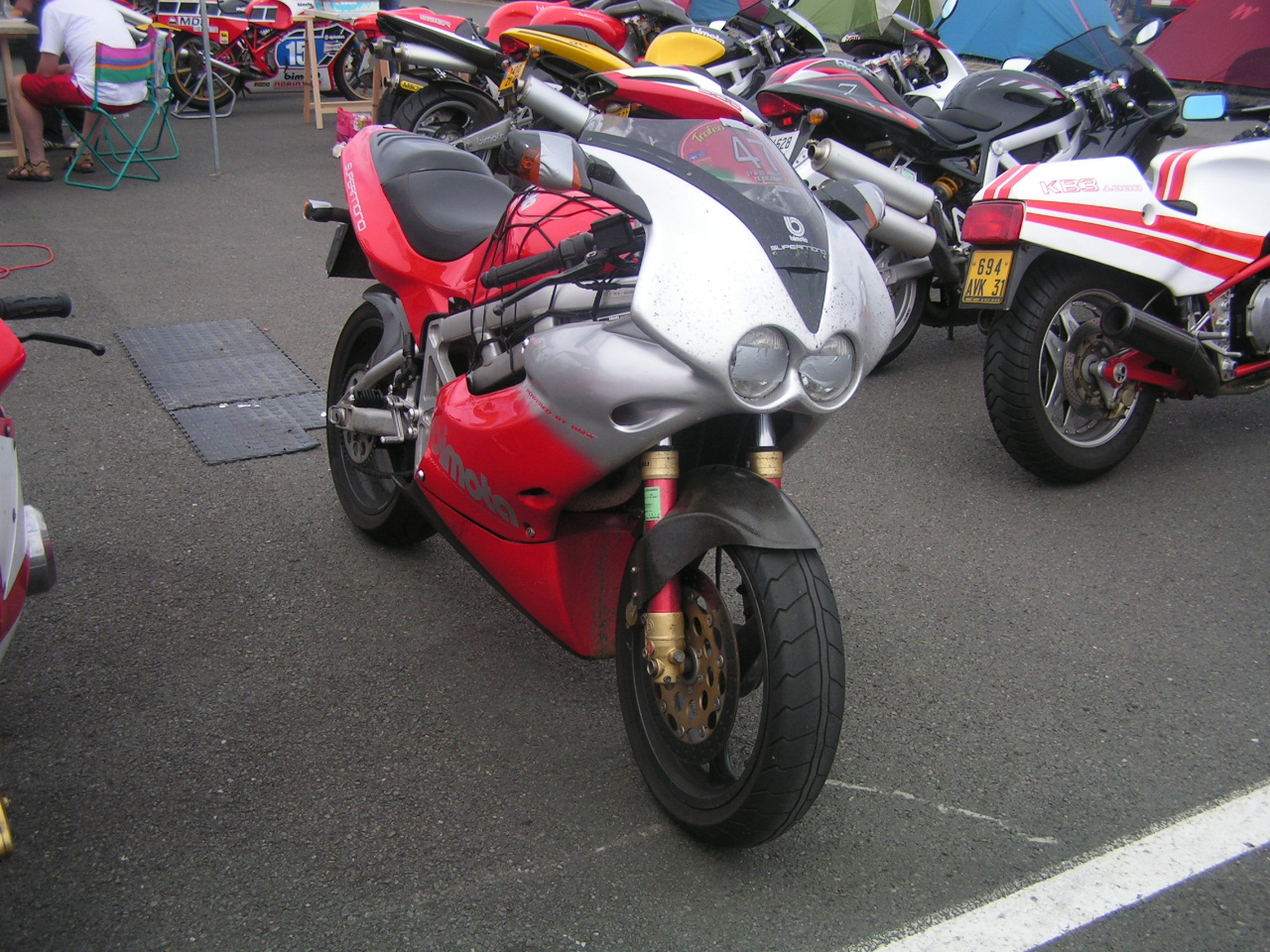
Supermono Biposto

Le salon de Cologne 1995 voit la présentation de la BB1 Supermono Biposto.
Les caractéristiques générales ne changent pas mais on peut désormais emporter un passager. La boucle arrière du cadre est donc adaptée pour pouvoir encaisser le surplus de poids. Les silencieux d'échappement sont toujours en position haute sous la selle, mais désormais apparents.
La BB1 Supermono n'était disponible qu'avec une robe dégradée rouge et grise tandis que la Biposto était vendue en bleu foncé. Toutes deux portent sur le carénage les inscriptions « Bimota » et « Powered by BMW ».
Le prototype présenté au salon de Cologne 1994 avait un carénage rouge, un réservoir et une coque de selle blanc et un zigzag jaune reliant ces deux parties. Le bas du carénage arborait les drapeaux italiens et allemands. Le premier modèle présenté était rouge et gris, mais le logo Bimota du carénage était remplacé par l'inscription « SM Super Mono ».
Au total, 524 BB1 furent produites, dont 376 Supermono et 148 Supermono Biposto. Elles étaient vendues respectivement 8 780 € et 11 026 €.